# Ватан (газета)
«Ватан» (Родина) — общественно-политическая газета на татском (горско-еврейском) и русском языках, издающаяся в Дагестане. Газета освещает общественно-политические события, происходящие в Дагестане, а также публикует материалы по истории и культуре горских евреев.
Основана в 1928 году под названием (гор.-евр. «Захметкеш») — «Труженик». Первым редактором стал Асаил Бинаев. Первоначально газета печаталась еврейским шрифтом. В 1929—1930 годах перешла на латинизированный алфавит, а в 1938 — на кириллицу, используемую и поныне. В середине 1938 года газета получила новое название: (гор.-евр. «Гъирмизине Астара») — «Красная звезда». В конце 1940-х годов выпуск газеты был прекращён. Возобновлён в 1975 году. В 1991 году название газеты сменилось на «Ватан». Главный редактор Михайлов Виктор Сиюнович.
В 1930-ые годы в газете работал горско-еврейский поэт Даниил Атнилов.